# Blood Indian Creek Reservoir
Blood Indian Creek Reservoir är en reservoar i Kanada.   Den ligger i provinsen Alberta, i den centrala delen av landet, 2 700 km väster om huvudstaden Ottawa. Blood Indian Creek Reservoir ligger 757 meter över havet. Arean är 0,57 kvadratkilometer. Den sträcker sig 1,9 kilometer i nord-sydlig riktning, och 0,8 kilometer i öst-västlig riktning.
Trakten runt Blood Indian Creek Reservoir består i huvudsak av gräsmarker. Trakten runt Blood Indian Creek Reservoir är nära nog obefolkad, med mindre än två invånare per kvadratkilometer.